# Shannon Lynn
Pour les articles homonymes, voir Lynn.
Shannon Lynn est une footballeuse internationale écossaise, née le 22 octobre 1985, à Brampton au Canada. Elle évolue au poste de Gardien de but. En 2019, elle joue à Vittsjö GIK.

## Carrière

### En sélection
En sélection Shannon Lynn est toujours remplaçante derrière l'indiscutable titulaire Gemma Fay (203 sélections entre 1998 et 2017).
Elle participe au championnat d'Europe 2017.
Elle apparaît sur la liste des joueuses sélectionnées pour participer à la Coupe du monde 2019 organisée en France.

## Palmarès
- Hibernian Ladies :
  - Vice-Championne du championnat d'Écosse en 2013.
  - Finaliste de la Coupe d'Écosse féminine en 2011 et 2013
  - Vainqueur de la Coupe de la Ligue écossaise en 2011